# CPI dos Títulos Públicos
A CPI dos Títulos Públicos, também conhecida como CPI dos Precatórios foi uma comissão parlamentar do Senado que investigou durante noventa dias, no final de 1996 e início de 1997, irregularidades relacionadas à autorização, emissão e negociação de títulos públicos, estaduais e municipais, nos exercícios de 1995 e 1996, dos governos de Alagoas, Pernambuco e Santa Catarina e de prefeituras como São Paulo, Campinas e Osasco. O principal foco das apurações acabou recaindo sobre a emissão de títulos públicos destinados a saldar precatórios judiciais.
A CPI teve como relator o senador Roberto Requião (PMDB do Paraná), na época senador do estado do Paraná.

## Crime
O esquema consistia em simular dívidas judiciais para emitir títulos públicos, para o pagamento de outras contas, não decorrentes das condenações judiciais. Além disso, os processos eram feitos sem licitação, e intermediadas por instituições financeiras, que depois adquiriam os títulos com deságio, ou seja, muito abaixo do valor de mercado. Destre as instituições estavam as financeiras Vetor, Split, Paper, e o Banco Bradesco, destinatário de 76,5% dos títulos emitidos, somente pelo governo de Pernambuco, e que teve o diretor Katsumi Kihara denunciado pelo Ministério Público Federal. O Banco recebeu, na íntegra, os R$ 480 milhões do valor de face.
O esquema foi batizado “caminho da felicidade” e a venda de títulos pelos governos a instituições financeiras e suas sucessivas renegociações no mercado, foram marcadas por outra série de irregularidades. Essa ia da formação de vasto esquema de fraudes e “lavagem de dinheiro” aos de induzimento à especulação e estelionato, falsidade ideológica, formação de quadrilha, e envolveram pessoas físicas e empresas, entre as quais, bancos oficiais e particulares, empresas fantasmas, distribuidoras e corretoras de títulos e valores, assessorias empresariais, pessoas usadas com “laranjas”, e também “doleiros”.
A Fazenda Pública, na época, foi saqueada no montante aproximado de três bilhões de dólares.

## Casos
O caso dos Precatórios, títulos de dividas com pagamentos ordenados pela justiça, começou a ter cobertura da mídia em São Paulo em 1996, por meio de denúncias sobre a "Máfia dos Fiscais"
Os casos ocorreram nos governos de três estados, Alagoas, Pernambuco e Santa Catarina, e outras três cidade do Estado de São Paulo, a capital São Paulo, Campinas e Osasco.
A Constituição de 1988 prevê que Estados e municípios só pudessem emitir títulos públicos para pagar precatórios pendentes até cinco de outubro de 1988

### Prefeitura de São Paulo
O processo de emissão de títulos “frios” começou na cidade de São Paulo. O então prefeito da cidade, Paulo Maluf, utilizou cerca de um bilhão de reais provenientes de títulos públicos destinados ao pagamento de precatórios, na liquidação de outras despesas. Na gestão de Paulo Maluf, quando o secretário de Finanças da cidade era Celso Pitta, a prefeitura arrecadou 1,319 bilhão de reais com os títulos lançados, embora tivesse dívidas de precatórios no total de 309,305 milhões de reais. A diferença foi usada para outras finalidades, o que é proibido pelo artigo 33 da Constituição.[carece de fontes?]

## Conclusões
Quando os senadores deram por concluídas as apurações da CPI, as investigações policiais também já estavam em sua fase final. Todas as provas coligidas foram ao Ministério Público e da Justiça federais, resultando em vários processos criminais em andamento.
Foi aprovada, em decorrência as investigações, a Lei sobre Crimes de Ocultação de Bens e Valores, que visa dificultar a lavagem de dinheiro, também presente no tráfico de drogas, armas e pessoas.
O Senado, em 1998, aprovou uma resolução que proibiu a rolagem dos títulos considerados irregulares pela CPI dos Precatórios. A única exceção foi feita à Prefeitura de São Paulo, já na gestão de Celso Pitta.
FHC autorizou, em 1999, via medida provisória, a federalização dos títulos paulistanos. Os senadores aprovaram a federalização com restrições. O Banco do Brasil, detentor de seis bilhões de reais em títulos paulistanos, alertou que a decisão do Senado poderia provocar a quebra do banco. Por pressão do governo federal, os senadores aprovaram um projeto, que permitia a federalização dos títulos da prefeitura de São Paulo, sem depender de decisão judicial, independentemente de sua legalidade.